# 신계숙의 맛터사이클 다이어리
《신계숙의 맛터사이클 다이어리》는 매주 월요일 오전 9시 20분에 방영되는 다큐멘터리 프로그램이다.
| EBS 1TV 월요일 프로그램 |                               |                |
| 이전                    | 신계숙의 맛터 사이클 다이어리 | 다음           |
| 다이노스터              | 신계숙의 맛터 사이클 다이어리 | 한국의 둘레길  |
| 오전 8시 50분           | 오전 9시 20분                 | 오전 10시 10분 |
|                         |                               |                |

| EBS 1TV 금요일 프로그램 |                                            |                       |
| 이전                    | 신계숙의 맛터 사이클 다이어리 (전주재방송) | 다음                  |
| 자이언트 펭TV           | 신계숙의 맛터 사이클 다이어리 (전주재방송) | 세계테마기행 (스페셜) |
| 저녁 7시 20분           | 저녁 7시 50분                              | 밤 8시 40분           |
|                         |                                            |                       |

| EBS 1TV 토요일 프로그램 |                                        |                   |
| 이전                    | 신계숙의 맛터 사이클 다이어리 (재방송) | 다음              |
| 건축탐구 - 집 (재방송)  | 신계숙의 맛터 사이클 다이어리 (재방송) | 한국기행 (종합편) |
| 오후 4시 50분           | 저녁 5시 40분                          | 저녁 6시 30분     |
|                         |                                        |                   |